# Spindelfjärsing
Spindelfjärsing (Trachinus araneus) är en fisk tillhörande ordningen abborrartade fiskar. Den kallas även fläckig fjärsing. 

## Utseende
Som alla fjärsingar har arten en långsmal och ihoptryckt kropp med två ryggfenor, den första kort, den andra lång. Den främre ryggfenans taggstrålar och en tagg på gällocket är förbundna med giftkörtlar. Färgen är brun till brungul med flera mörkare fläckar längs sidorna. Buk och sidor är ljusare. Den främre ryggfenan är svart på den främre halvan, medan stjärtfenan är mörkfläckig vid basen och har en mörk bakkant.
Spindelfjärsingen kan som mest bli upp till 45 cm lång, men når sällan över 30 cm.

## Vanor
Spindelfjärsingen föredrar sandiga bottnar på upptill 100 meters djup, där den oftast ligger nergrävd i bottenmaterialet nära stenar och samlingar av sjögräs. Där lurar den på byten som småfisk och mindre kräftdjur.

### Fortplantning
Arten leker under sommaren. Äggen är pelagiska, liksom ynglen.

## Utbredning
Spindelfjärsingen finns i östra Atlanten i Medelhavet och från Portugal till Angola.

## Ekonomiskt värde
Endast ett mindre fiske bedrivs.